# Fiebelman Nunatak
Fiebelman Nunatak är en nunatak i Antarktis. Den ligger i Västantarktis. Argentina, Chile och Storbritannien gör anspråk på området. Toppen på Fiebelman Nunatak är 1 467 meter över havet.
Terrängen runt Fiebelman Nunatak är huvudsakligen lite kuperad.  Trakten är obefolkad. Det finns inga samhällen i närheten. 